# Limonia atwatye
Limonia atwatye är en tvåvingeart som beskrevs av Günther Theischinger 2000. Limonia atwatye ingår i släktet Limonia och familjen småharkrankar. Inga underarter finns listade i Catalogue of Life.